# Takelma (volk)
De Takelma of Dagelma (zij die langs de rivier wonen) waren een indiaans volk dat bij de Roguerivier aan de oostzijde van de Pacific Coast Range in Oregon in de Verenigde Staten woonden. De taal die ze spraken is naar hen Takelma genoemd en werd ook door de aan de hen verwante Latgawa gesproken.
De cultuur van de Takelma wordt doorgaans tot de culturen van de Noordwestkust gerekend, maar had ook eigenschappen van het Californische cultuurgebied. De Takelma leefden als vissers en jager-verzamelaars, evenals de volken om hen heen. Het enige gewas dat ze verbouwden was tabak. Ze woonden 's winters in half onderaardse huizen van grenenhout, of in geval van de armeren in huizen bedekt met berkenbast, aarde en bladeren. In de zomer woonden de Takelma onder meer in behuizingen van takken en bladeren bij hun visplaatsen. De dorpen van de Takelma waren autonoom.
Rond 1800 waren er waarschijnlijk ongeveer 1000 Takelma. In 1829 begonnen groepen van de Hudson's Bay Company door het gebied van de Takelma te trekken, en in de jaren decennia daarna reisden steeds meer blanken door het gebied van de Takelma, waaronder veedrijvers en immigranten. De Takelma probeerden deze indringers met geweld weg te houden, maar tevergeefs. Na ontdekking van goud in het gebied de Takelma in 1852 tijdens de Californische goldrush ontstonden er de eerste blanke nederzettingen. De spanningen tussen blanken en indianen namen toe en mondden uit in de Rogue Riveroorlogen van 1855-1856. Ook de Takelma vochten mee in deze oorlog, maar werden verslagen en in 1856 naar het Grand Rondereservaat gebracht. In 1857 werd een groot deel van het volk overgeplaatst naar het Siletzreservaat. Het aantal Takelma in de reservaten ging hard achteruit en in de eerste helft van de twintigste eeuw stierf hun taal uit. Tegenwoordig maken nakomelingen van de Takelma deel uit van de Confederated Tribes of Siletz en de Confederated Tribes of the Grand Ronde Community of Oregon.